# Dominik Máthé
Pour les articles homonymes, voir Mathé.
Dans le nom hongrois Máthé Dominik, le nom de famille précède le prénom, mais cet article utilise l’ordre habituel en français Dominik Máthé, où le prénom précède le nom.
Dominik Máthé, né le 1er avril 1999 à Nyíregyháza, est un handballeur international hongrois. Il évolue au poste d'arrière droit.

## Carrière
En 2021, il signe pour rejoindre Paris Saint-Germain à l'intersaison 2022 mais il se blesse gravement au genou lors du match entre son équipe norvégienne d'Elverum Håndball et le THW Kiel Opéré des ligaments croisés, il ne reprend la compétition officielle avec le PSG qu'en février 2023. Máthé peine a retrouver son niveau et en décembre 2023, le Paris Saint-Germain annonce que Dominik Máthé quittera le club à l'issue de son contrat en juin 2024. 
Máthé s'engage peu après avec le KS Kielce pour trois saisons. Néanmoins, il se blesse à nouveau gravement au genou au cours du Championnat d'Europe 2024 et le KS Kielce, déjà en proie à des difficultés financières, renonce finalement à recruter Máthé qui se retrouve alors sans club.
Finalement, ce n'est qu'à l'intersaison 2025 qu'il retrouve un club en revenant à l'Elverum Håndball.

## Palmarès

### En club
Compétitions nationales
- Vainqueur du Championnat de Norvège (2) : 2021, 2022
- Vainqueur de la Coupe de Norvège (2) : 2021, 2022
- Vainqueur du Championnat de France (2): 2023, 2024
- Vainqueur du Trophée des champions (1) : 2023

### En équipe nationale
Championnats du monde
- 10e place au Championnat du monde 2019, Danemark/Allemagne
- 5e place au Championnat du monde 2021, Égypte

Championnats d'Europe
- 9e place au Championnat d'Europe 2020, Suède/Autriche/Norvège
- 15e place au Championnat d'Europe 2022, Hongrie
- 5e place au Championnat d'Europe 2024